# بيوض الأولى (اسماعيلية)
بيوض الأولى (بالفارسية: بیوض یک) هي قرية وتقع في إيران في قسم إسماعيلية الريفي. يقدر عدد سكانها بـ 667 نسمة بحسب إحصاء 2016.